# Ioan Sabău
Ioan Ovidiu „Neluțu“ Sabău (* 12. Februar 1968 in Câmpia Turzii, Kreis Cluj) ist ein ehemaliger rumänischer Fußballspieler und derzeitiger -trainer. Als Spieler absolvierte Sabău insgesamt 281 Spiele in der Divizia A, der Ehrendivision und der Serie A. Er nahm an der Fußball-Weltmeisterschaft 1990 und der Fußball-Europameisterschaft 1996 teil.

## Fußball-Laufbahn

### Clubspieler
Ioan Sabău begann seine Karriere bei Universitatea Cluj, das damals in der höchsten rumänischen Fußballliga, der Divizia A spielte. Am 8. März 1986 kam Sabău im Auswärtsspiel bei Rapid Bukarest erstmals zum Einsatz. Als dribbelstarker, torgefährlicher und mannschaftsdienlicher rechter Mittelfeldspieler erregte er schnell landesweit Aufsehen. Unter dem Vorwand, er müsse seinen Wehrdienst absolvieren, wurde er im Laufe der Saison 1987/88 gezwungen, zum Ligakonkurrenten AS Armata Târgu Mureș zu wechseln, da dieser Verein dem Verteidigungsministerium unterstand. Sabău verursachte während dieser Zeit einen Autounfall, bei dem ein Mensch ums Leben kam. Dieser Vorfall wurde von den rumänischen Behörden vertuscht, nachdem sich Sabău im Gegenzug dazu bereit erklärt hatte, 1988 zu dem rumänischen Spitzenverein Dinamo Bukarest zu wechseln.
Während der zwei erfolgreichen Jahre bei Dinamo gewann Sabău 1990 die Meisterschaft und den rumänischen Pokal sowie erreichte das Halbfinale im Europapokal der Pokalsieger. Nach der WM-Teilnahme verließ er – wie viele andere rumänische Nationalspieler auch – Rumänien und wechselte zu Feyenoord Rotterdam in die holländische Ehrendivision. In Rotterdam kam Sabău lediglich zu Beginn regelmäßig zum Einsatz, in seiner zweiten Saison bestritt er lediglich 12 Spiele, holte aber in beiden Jahren jeweils den KNVB-Pokal. In dieser Zeit schloss er sich auch den Zeugen Jehovas an.
Daraufhin verließ Sabău die Niederlande und sein Weg führte ihn in die Serie A zu Brescia Calcio. Hier wurde er auf Anhieb Stammspieler, konnte aber den Abstieg in die Serie B nicht verhindern. Während der vier Jahre in Brescia entwickelte sich der Klub zu einer Fahrstuhlmannschaft. Die guten Leistungen Sabăus machten ihn zum Stammspieler der rumänischen Nationalmannschaft und führten zu einer Nominierung für die Fußball-Europameisterschaft 1996. Im selben Jahr verließ Sabău Brescia, nachdem der Klub beinahe in die Serie C abgestiegen wäre. Doch auch bei seinem neuen Verein AC Reggiana erging es Sabău nicht viel besser. Der Klub stieg aus der Serie A ab, während Sabău nur in der Hälfte der Spiele zum Einsatz kam. Er verließ Reggiana deshalb bereits 1997 und kehrte nach Brescia zurück, das gerade in die Serie A aufgestiegen war. Sabău konnte den erneuten Abstieg nicht verhindern – vor allem, weil er kaum eingesetzt wurde.
1998 kehrte Sabău Italien den Rücken und schloss sich Rapid Bukarest in seiner rumänischen Heimat an. Dort kehrte der Erfolg zurück, und Sabău gewann 1999 nochmals die rumänische Meisterschaft. Diesen Erfolg konnte er 2003 mit Rapid wiederholen, nachdem er in der Saison 2000/01 seinem Heimatverein U Cluj als Spielertrainer geholfen hatte, aus der Divizia C in die Divizia B zurückzukehren. Nach der Meisterschaft 2003 beendete Sabău seine Karriere. Als Trainer von Gaz Metan Mediaș kam er im Jahr 2004 noch zu einem weiteren Einsatz.

### Nationalspieler
Sabău bestritt insgesamt 52 Länderspiele für Rumänien. Er gab sein Debüt in der rumänischen Fußballnationalmannschaft am 3. Februar 1988 gegen Israel. Sabău wurde von Nationaltrainer Emerich Jenei ins Aufgebot für die Fußball-Weltmeisterschaft 1990 in Italien berufen und bestritt alle vier Spiele. Sehr erfolgreich spielte Sabău als rechter Mittelfeldspieler in der WM-Qualifikation zur Fußball-Weltmeisterschaft 1994. Eine Verletzung verhinderte jedoch seine Teilnahme am Turnier. Nach nur noch gelegentlichen Einsätzen nominierte Anghel Iordănescu Sabău für die Fußball-Europameisterschaft 1996 in England, konnte ihn aber nicht einsetzen, da er erneut verletzt war. Nach einem Comeback 1999 beendete Sabău seine internationale Karriere, wirkte aber bei der erfolgreichen Qualifikation zur Fußball-Europameisterschaft 2000 entscheidend mit.

### Trainer
Bereits während seiner aktiven Laufbahn war Sabău in der Saison 2000/01 als Spielertrainer bei seinem Heimatverein Universitatea Cluj tätig, dem er nach dem Absturz in die Divizia C zum Wiederaufstieg verhalf. Nach Beendigung seiner aktiven Laufbahn bei Rapid Bukarest trainierte Sabău 2003 zunächst für kurze Zeit Universitatea Cluj und dann den Zweitligisten Gaz Metan Mediaș von 2003 bis 2005, mit dem er in seiner letzten Saison den Aufstieg in die Divizia A nur aufgrund des schlechteren Torverhältnisses verpasste. Am 27. Juni 2005 übernahm Sabău für vier Jahre den Trainerposten bei Gloria Bistrița. In der Saison 2006/07 erreichte er einen beachtlichen 6. Platz und erreichte anschließend das Finale im UI-Cup, wo der Verein knapp gegen Atlético Madrid ausschied. Am 28. Juni 2009 unterzeichnete er bei dem rumänischen Vizemeister FC Timișoara einen Dreijahresvertrag, von dem er im Mai 2010 nach Ende der Saison 2009/10 zurücktrat.
Ab September 2010 trainierte er als Nachfolger von Adrian Falub den FCM Târgu Mureș in der Liga 1. Am 26. September 2011 trat er von seinem Amt zurück, nachdem der Verein in der Saison 2011/12 nur sechs Punkte in den ersten acht Ligaspielen erzielt hatte und zudem in einen Schiedsrichterskandal verwickelt war. In der Folgezeit hielt er sich im Herbst 2011 zu Vorbereitungszwecken bei einigen italienischen Klubs auf. Am 18. März 2012 kehrte Sabău als Nachfolger von Marius Lăcătuș zum abstiegsbedrohten FCM Târgu Mureș zurück. Im Sommer 2012 wurde er Cheftrainer von Rapid Bukarest, musste aber im Oktober 2012 seinen Stuhl wieder räumen. Im Oktober 2013 wurde er abermals Cheftrainer in Târgu Mureș. Im März 2014 wurde er bereits wieder entlassen.

## Erfolge
- WM-Teilnehmer: 1990
- EM-Teilnehmer: 1996
- Halbfinale im Europapokal der Pokalsieger: 1990, 1992
- Rumänischer Meister: 1990, 1999, 2003
- Rumänischer Pokalsieger: 1990, 2002
- Niederländischer Pokalsieger: 1991, 1992
- Niederländischer Superpokalsieger: 1991
- Englisch-italienischer Pokalsieger: 1994

## Auszeichnungen
Am 25. März 2008 wurde Sabău vom rumänischen Staatspräsidenten Traian Băsescu für die Leistungen in der Nationalmannschaft mit dem Verdienstorden „Meritul sportiv“ III. Klasse ausgezeichnet.

## Sonstiges
Sabău ist verheiratet und hat eine Tochter und einen Sohn.

## Trivia
- Auf dem nordamerikanischen Cover des Spiels FIFA Soccer 96 ist Ioan Sabău zu sehen.